# Хабіб — повелитель змій
«Хабіб — повелитель змій» — радянський художній фільм 1972 року, знятий режисером Анваром Тураєвим на кіностудії «Таджикфільм».

## Сюжет
За мотивами повісті Х. Назарова «Рижик і Пляма». Дія відбувається у 1920-ті роки в горах Таджикистану в маленькому загубленому кишлаку. Несолодко живеться пастуху Хабібу у чужої жінки Маліки, але хлопчик не озлобляється і не черствіє душею. Він рятує з гірського потоку цуценя, дбає про поранене козеня і навіть приручає змій. Чи міг він знати, що стане учасником великих подій?

## У ролях
- Карим Махмадалієв — головна роль
- Ато Мухамеджанов — Бай
- Окума Курбанова — головна роль
- Сановбар Бакаєва — Маліка
- Борис Бронніков — Петро
- Є. Ігнатенко — роль другого плану
- Сайдо Курбанов — Одноокий
- Сахобіддін Саттаров — басмач
- Анвар Тураєв — роль другого плану
- Файзірахман Усманов — роль другого плану
- Хайдар Шаймарданов — Мусофір

## Знімальна група
- Режисер — Анвар Тураєв
- Сценаристи — Валентин Максименков, Хабібулло Назаров
- Оператор — Михайло Агранович
- Композитор — Геннадій Александров